# Bladen Branch
Bladen Branch är ett vattendrag i Belize. Det ligger i distriktet Toledo, i den södra delen av landet, 100 kilometer söder om huvudstaden Belmopan.